# Anouck Lepère
Anouck Lepère est une mannequin belge.

## Biographie
Elle étudie l'architecture à l'Académie royale des beaux-arts d'Anvers.
Lorsqu'elle était étudiante à Anvers, elle a défilé pour Dries Van Noten et Olivier Theyskens. En 2011, elle défile pour Stella McCartney.
Son métier l'a amenée à vivre à New York et Londres.
En 2010, elle pose pour Kipling.
Elle est ambassadrice mondiale de la marque Shiseido et remarquée par Vogue pour son style.
Elle possède sa propre marque de bijoux.
Elle fut fiancée à Jefferson Hack (en) et est en couple depuis fin 2023 avec Erik Van Looy.